# 偏桥子镇
偏桥子镇，是中华人民共和国河北省承德市双滦区下辖的一个乡镇级行政单位。

## 行政区划
偏桥子镇下辖以下地区：
阳桥社区、老沟门村、羊泉子村、三家村、达连坑村、偏桥子村、二道沟村、大贵口村、小贵口村、十八盘村、前营子村和长北沟村。